# Septoria chamaecysti
Septoria chamaecysti är en svampart som beskrevs av Vestergr. 1896. Septoria chamaecysti ingår i släktet Septoria och familjen Mycosphaerellaceae.   Inga underarter finns listade i Catalogue of Life.